# Chupa Chups
Chupa Chups ([ˈt͡ʃupa ˈt͡ʃups], «Чупа-чупс») — испанская торговая марка шарообразных леденцов на палочке, производившихся с 1958 года компанией Энрике Берната. В 2006 году компанию Chupa Chups поглотила итальянская корпорация Perfetti Van Melle, сохранившая торговую марку. Название бренда происходит от испанского глагола chupar, означающего «сосать». Подобные сладости в Англии называют леденцами или сосательными конфетами. Логотип Chupa Chups был создан сюрреалистом Сальвадором Дали. Первым символом был логотип со слоганом «És rodó i dura molt, Chupa Chups», который переводится с каталанского языка как «Он круглый и очень долгий».

## История
В начале 1950-х годов Энрике Бернат основал компанию Productos Bernat, которая специализировалась на производстве кондитерских изделий. Бернат начал работать на фабрике по производству яблочного джема под названием «Гранха Астуриас» в 1954 году. К 1958 году он контролировал 100% капитала «Гранха Астуриас» и в 1961 году переименовал компанию в «Чупа-Чупс». Он сконструировал производственные машины и продавал полосатые конфеты на деревянной палочке, но позже её заменили на пластиковую. Чтобы уменьшить конкуренцию в Испании, в 1959 году он выкупил испанские патенты на аналогичные продукты.
В 1967 году компания открыла завод Sant Esteve Sesrovires в Барселоне.
В 1977 году леденцы появились в Японии. В 1980-х годах они распространились в США, Германии, Италии, России и Великобритании. В 1990-х годах они появились в Китае и Мексике. 
В 1991 году Бернат передал формальный контроль над компанией своим детям Ксавье, Рамону, Маркусу, Марте и Нине. В 1994 году была основана дочерняя компания Smint.
В июле 2006 года компания в целом была приобретена итальянско-голландским брендом Perfetti Van Melle.

## Маркетинг
Логотип Chupa Chups был разработан в 1969 году сюрреалистом Сальвадором Дали. Первой маркетинговой кампанией стал логотип со слоганом «Es redondo y dura mucho, Chupa Chups», что в переводе с испанского означает «Он круглый и долго хранится». Позже для рекламы продукта были наняты такие знаменитости, как Мадонна.
В телесериале «Коджак» 1973 года актёр Телли Савалас был замечен за поеданием этих леденцов.
В 1980-х годах, когда из-за снижения рождаемости сократилось число потребителей-подростков, для привлечения взрослых потребителей был придуман антитабачный слоган «Курите чупа-чупсы». Нынешний антитабачный слоган компании — «Перестаньте курить, начните сосать», а их упаковка пародирует дизайн сигаретных пачек. Некоторые упаковки пародируют обязательные чёрно-белые предупреждающие этикетки Европейского союза с надписью «Сосание не убивает».
В 1990-х годах компания Chupa Chups начала поставлять леденцы ФК «Барселона» Йохану Кройфу. Кройф сосал леденцы Chupa Chups на боковой линии во время матчей, так как был вынужден бросить курить по состоянию здоровья. Когда Кройф умер в 2016 году, фанаты оставляли леденцы на его могиле.
Компания Chupa Chups спонсировала видеоигру Zool 1992 года. Их логотип был заметен на первом уровне «Sweet World» (с англ. — «Сладкий мир»).
В 1995 году «Чупа-Чупс» стали первыми конфетами, отправленными на космическую станцию «Мир».
В 1997 году компания Chupa Chups выпустила линейку леденцов Spice Girls в разных упаковках, каждая из которых содержала коллекционную наклейку Spice Girls, игрушечные микрофоны и пакетики жевательной резинки с коллекционными временными татуировками Spice Girls, а также «Push Pops» и «Crazy Dips». 
В период с 2000 по 2003 год компания Chupa Chups была главным спонсором футбольной команды «Шеффилд Уэнсдей» в Англии.
С 2010 года Chupa Chups были фирменным знаком SpringHill Suites. Chupa Chups можно было бесплатно получить на стойке регистрации в любом отеле Springhill Suites для любого гостя, будь то ребёнок или взрослый. С августа 2021 года Marriott начал отказываться от Chupa Chups как фирменного знака Springhill Suites. 
Messer Chups — сёрф-рок-группа из Санкт-Петербурга, Россия. В названии группы «Messer» происходит от немецкого слова «нож», а «Chups» — от леденцов Chupa Chups.

## Chupa Chups в России
Впервые Chupa Chups появилась в России в 1991 году, первый офис открылся в Санкт-Петербурге. Изначально планировалось создать только представительство компании, но из-за популярности продукта уже через несколько лет в Санкт-Петербурге появилась фабрика по производству Chupa Chups. В России Chupa Chups сейчас производится компанией ООО «Перфетти ван Мелле», у которой есть фабрики в Истринском округе Московской области и Санкт-Петербурге.